# Liga míru
Liga míru (latinsky: foedus pacificum) je pojem, který vytvořil Immanuel Kant v jeho díle Projekt pro trvalý mír.
Liga míru se liší od mírové dohody nebo pactum pacis, protože mírová dohoda neumožní nebo ukončí jen jednu válku, ale liga míru se snaží ukončit všechny války navždy.